# خورخي أورتيز ألفارادو
خورخي أورتيز ألفارادو هو سياسي مكسيكي، ولد في 10 فبراير 1982 في مدينة مكسيكو في المكسيك. نشط حزبياً في الحزب الثوري المؤسساتي. وقد انتخب عضو مجلس النواب المكسيك ‏.